# Fresnes-Tilloloy
Fresnes-Tilloloy és un municipi francès situat al departament del Somme i a la regió dels Alts de França. L'any 2007 tenia 131 habitants.

## Demografia

### Població

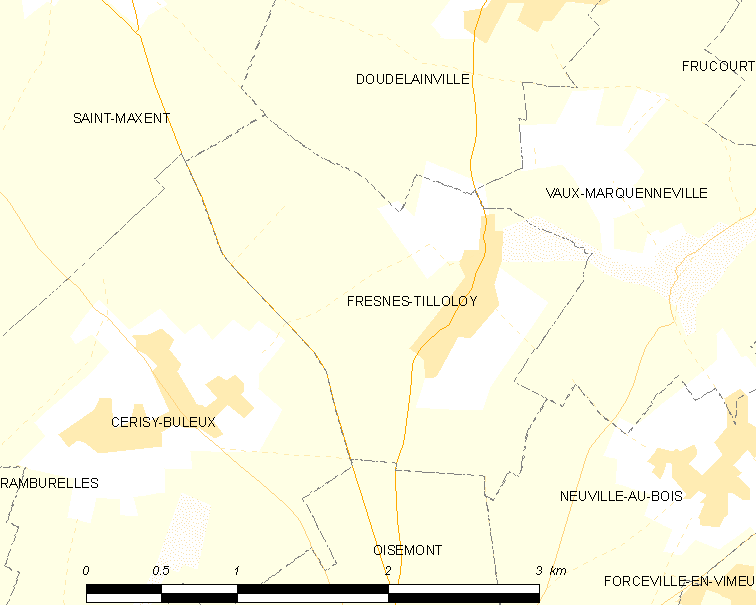

El 2007 la població de fet de Fresnes-Tilloloy era de 131 persones. Hi havia 54 famílies de les quals 12 eren unipersonals (4 homes vivint sols i 8 dones vivint soles), 23 parelles sense fills, 15 parelles amb fills i 4 famílies monoparentals amb fills.
La població ha evolucionat segons el següent gràfic:
Habitants censats

### Habitatges

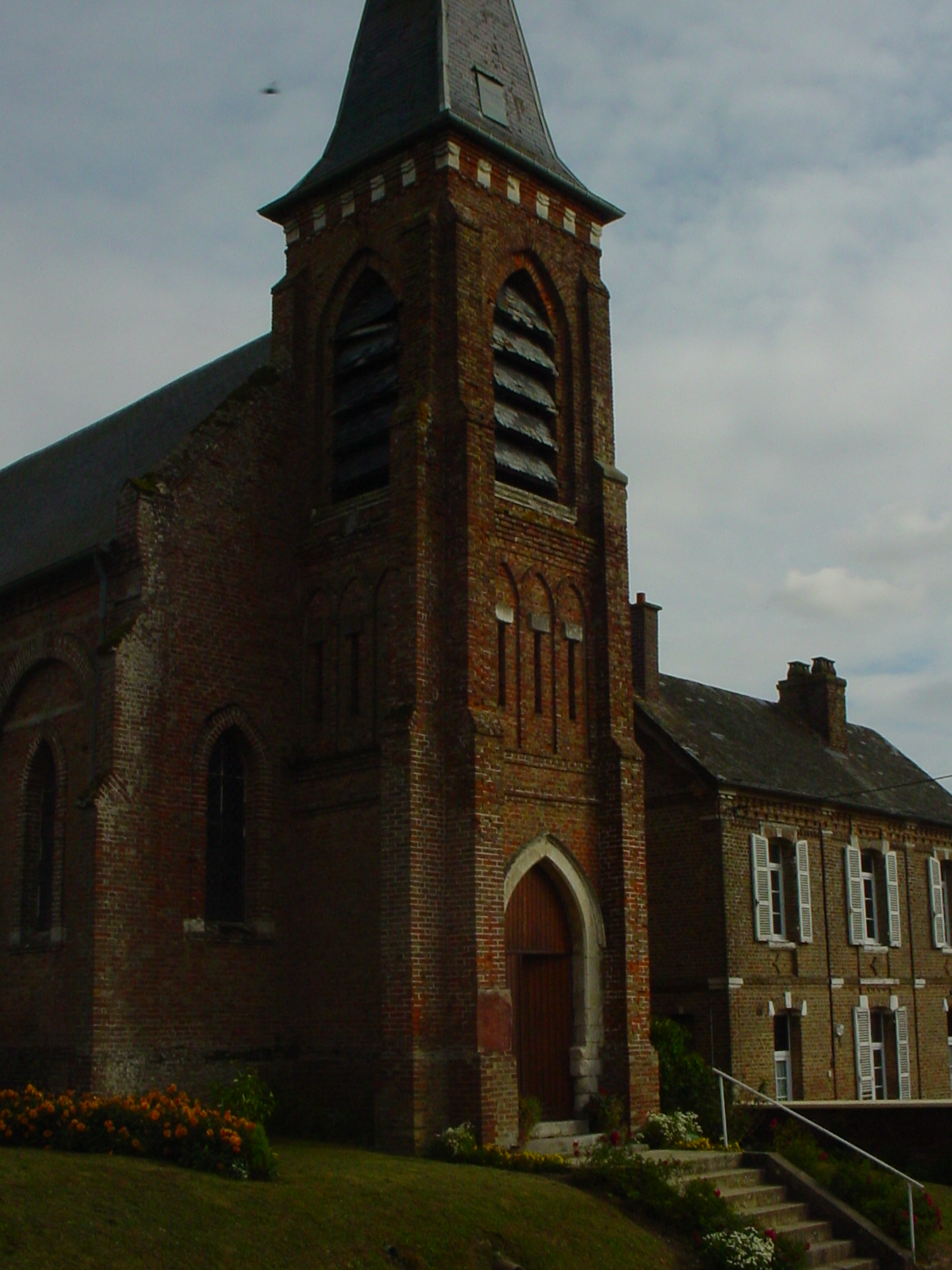

El 2007 hi havia 71 habitatges, 55 eren l'habitatge principal de la família, 11 eren segones residències i 5 estaven desocupats. Tots els 70 habitatges eren cases. Dels 55 habitatges principals, 47 estaven ocupats pels seus propietaris i 8 estaven llogats i ocupats pels llogaters; 3 tenien dues cambres, 6 en tenien tres, 15 en tenien quatre i 31 en tenien cinc o més. 41 habitatges disposaven pel capbaix d'una plaça de pàrquing. A 24 habitatges hi havia un automòbil i a 27 n'hi havia dos o més.

### Piràmide de població

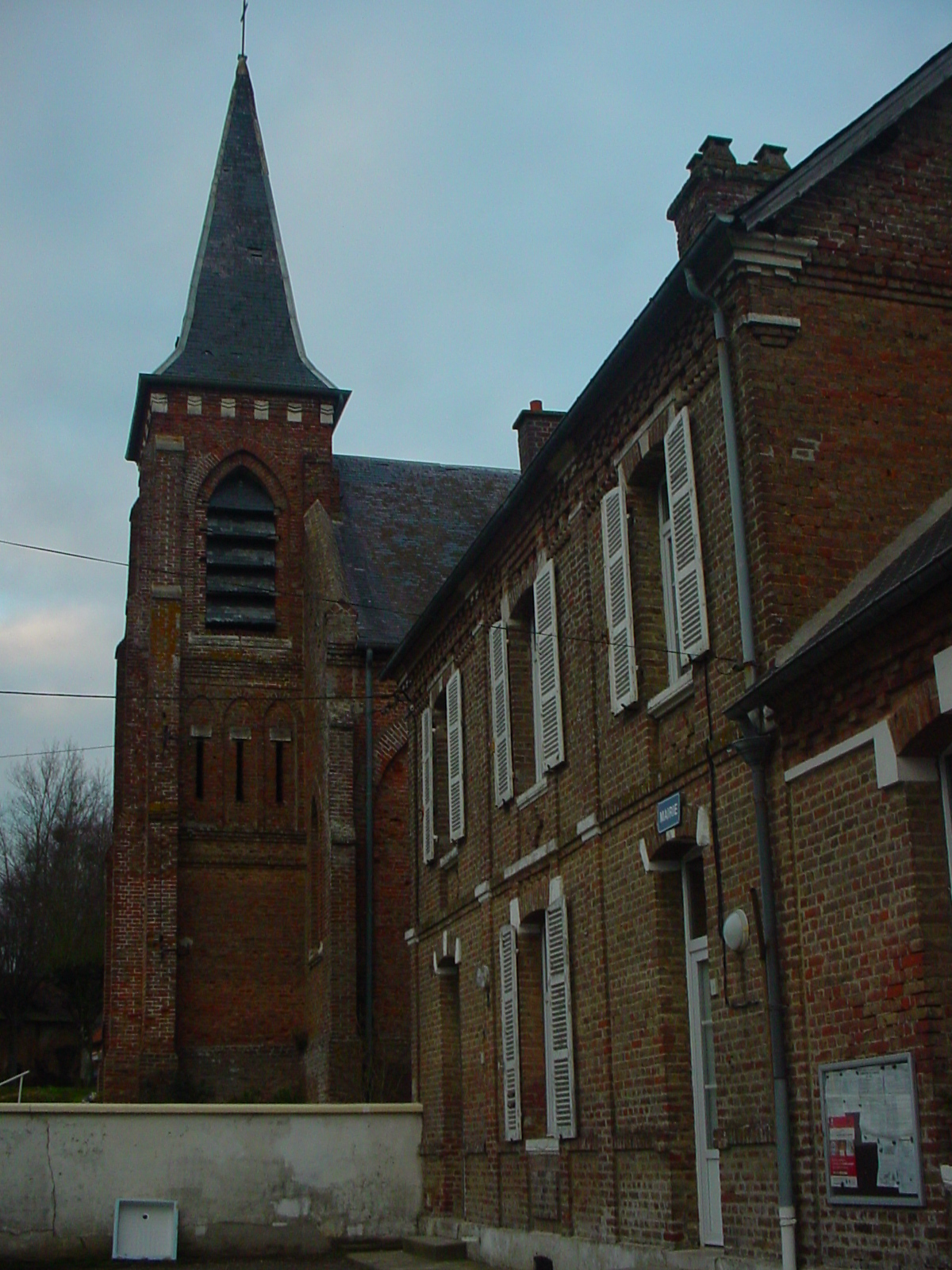

La piràmide de població per edats i sexe el 2009 era:
| Homes | Edats   | Dones |
| ----- | ------- | ----- |
| 0     | 95 o +  | 0     |
| 0     | 90 a 94 | 0     |
| 1     | 85 a 89 | 0     |
| 0     | 80 a 84 | 1     |
| 2     | 75 a 79 | 3     |
| 5     | 70 a 74 | 7     |
| 2     | 65 a 69 | 4     |
| 6     | 60 a 64 | 2     |
| 0     | 55 a 59 | 1     |
| 8     | 50 a 54 | 6     |
| 4     | 45 a 49 | 4     |
| 7     | 40 a 44 | 11    |
| 3     | 35 a 39 | 4     |
| 6     | 30 a 34 | 3     |
| 8     | 25 a 29 | 5     |
| 6     | 20 a 24 | 0     |
| 5     | 15 a 19 | 7     |
| 3     | 10 a 14 | 3     |
| 2     | 5 a 9   | 1     |
| 4     | 0 a 4   | 3     |

## Economia

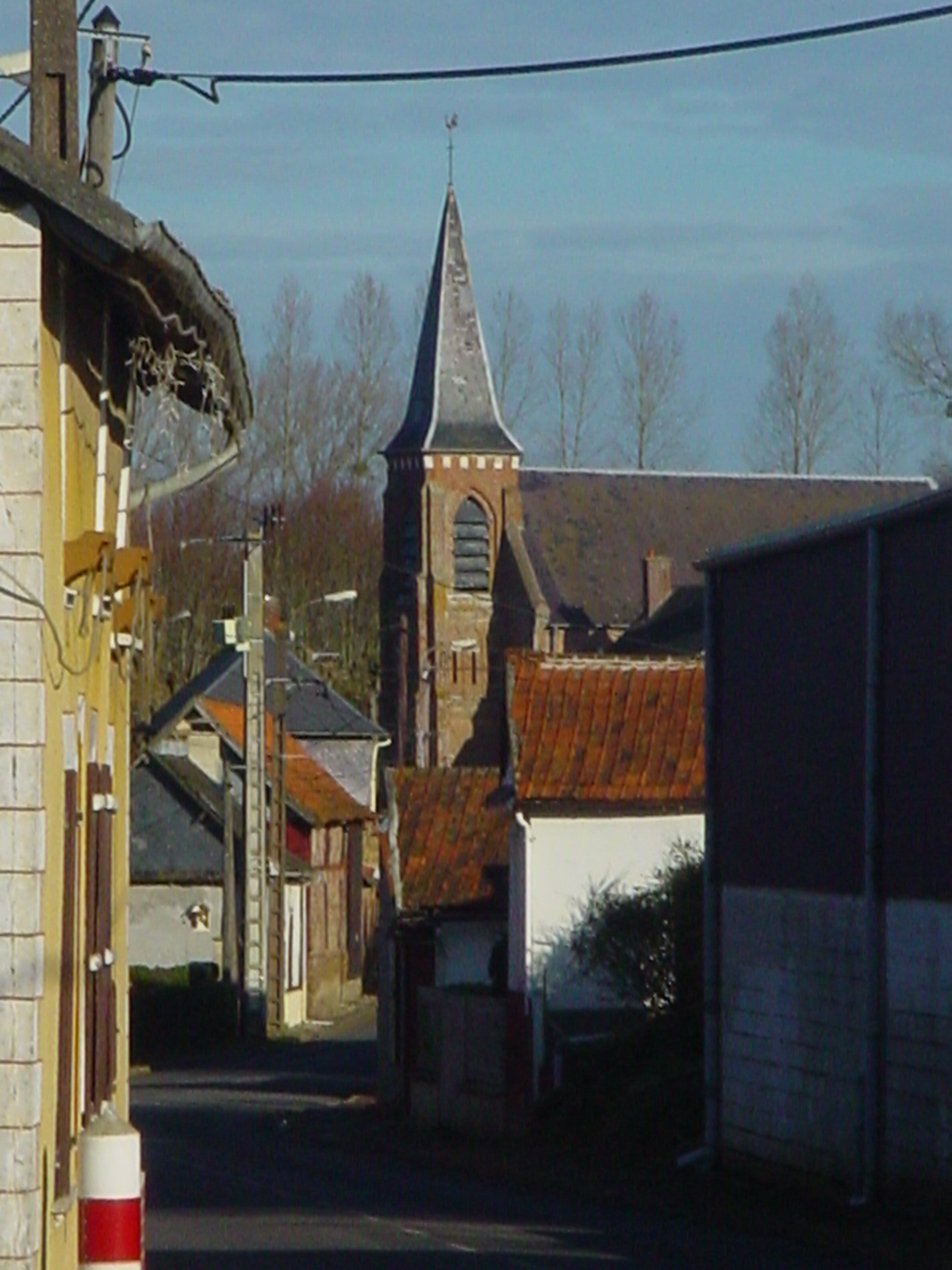

El 2007 la població en edat de treballar era de 85 persones, 67 eren actives i 18 eren inactives. De les 67 persones actives 64 estaven ocupades (35 homes i 29 dones) i 3 estaven aturades (1 home i 2 dones). De les 18 persones inactives 7 estaven jubilades, 4 estaven estudiant i 7 estaven classificades com a «altres inactius».

### Ingressos
El 2009 a Fresnes-Tilloloy hi havia 65 unitats fiscals que integraven 162 persones, la mediana anual d'ingressos fiscals per persona era de 16.423,5 €.

### Activitats econòmiques
Dels 4 establiments que hi havia el 2007, 1 era d'una empresa extractiva, 1 d'una empresa de fabricació d'altres productes industrials, 1 d'una empresa de construcció i 1 d'una entitat de l'administració pública.
L'únic servei als particulars que hi havia el 2009 era un paleta.
L'any 2000 a Fresnes-Tilloloy hi havia 11 explotacions agrícoles que ocupaven un total de 208 hectàrees.

## Equipaments sanitaris i escolars

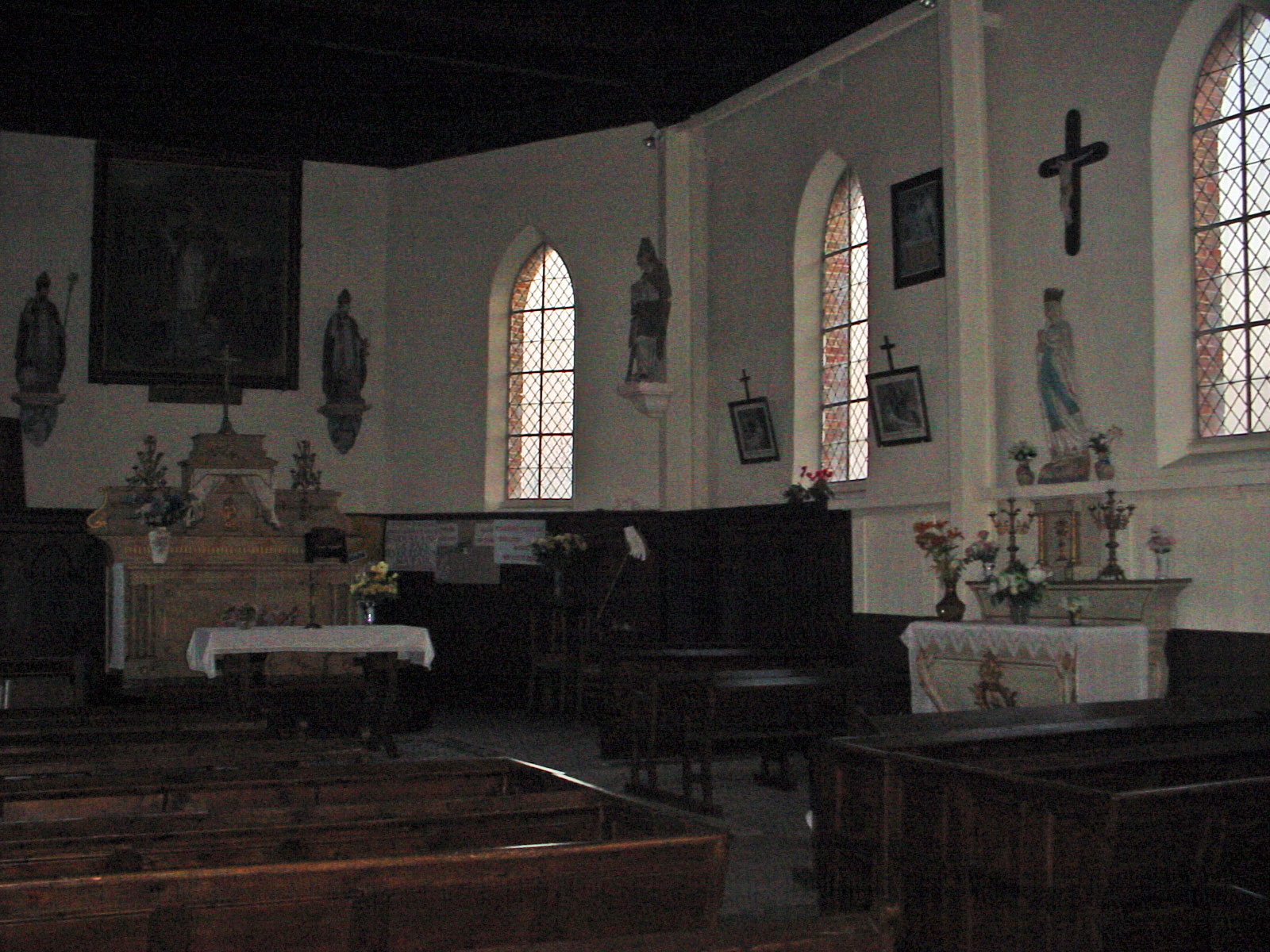

L'únic equipament sanitari que hi havia el 2009 era una ambulància.

## Poblacions més properes
El següent diagrama mostra les poblacions més properes.